# Enicospilus vorikus
Enicospilus vorikus là một loài tò vò trong họ Ichneumonidae.